# Lettische Badmintonmeisterschaft 1992
Die Lettische Badmintonmeisterschaft 1992 fand in Riga statt. Es war die 29. Auflage der nationalen Titelkämpfe von Lettland im Badminton.

## Titelträger
| Disziplin    | Sieger                           |
| ------------ | -------------------------------- |
| Herreneinzel | Uģis Briedis                     |
| Dameneinzel  | Kristīne Tīruma                  |
| Herrendoppel | Vladimirs Uļjanovs Jānis Kalniņš |
| Damendoppel  | Kristīne Tīruma Linda Upmale     |
| Mixed        | Jānis Kalniņš Gunta Karnupa      |